# قاي فليتشير
قاي فليتشير (بالإنجليزية: Guy Fletcher)‏ هو موسيقي وعازف بيانو وعازف قيثارة بريطاني، ولد في 24 مايو 1960 في ميدستون في المملكة المتحدة.

## وصلات خارجية
- الموقع الرسمي
- قاي فليتشير على موقع IMDb (الإنجليزية)
- قاي فليتشير على موقع ألو سيني (الفرنسية)
- قاي فليتشير على موقع ميوزك برينز (الإنجليزية)
- قاي فليتشير على موقع أول موفي (الإنجليزية)
- قاي فليتشير على موقع أول موفي (الإنجليزية)
- قاي فليتشير على موقع قاعدة بيانات الأفلام السويدية (السويدية)
- قاي فليتشير على موقع أول ميوزيك (الإنجليزية)
- قاي فليتشير على موقع ديسكوغز (الإنجليزية)
- قاي فليتشير على موقع قاعدة بيانات الفيلم (الإنجليزية)
- قاي فليتشير على موقع كينوبويسك (الروسية)